# ارچی دیویس
ارچی دیویس (انگلیسی: Archie Davies؛ زادهٔ ۷ اکتبر ۱۹۹۸) بازیکن فوتبال است.
از باشگاه‌هایی که در آن بازی کرده‌است می‌توان به باشگاه فوتبال برایتون اند هوو آلبیون اشاره کرد.